# Zelotomys hildegardeae
Zelotomys hildegardeae este o specie de rozătoare din familia Muridae. Este găsită în Africa Centrală.

## Taxonomie
Această specie de șoarece a fost descrisă pentru prima oară în 1902 de către zoologul britanic Oldfield Thomas. Numele specific „hildegardeae” a fost acordat în onoarea antropologei britanice Hildegarde Beatrice Hinde, care a petrecut douăzeci și patru de ani în Africa împreună cu soțul ei, Sidney Langford Hinde, un administrator colonial; a studiat limbile din Africa Răsăriteană, scriind câteva cărți de gramatică și de vocabular.

## Descriere
Z. hildegardeae crește până la o lungime a capului plus cea a trunchiului de în jur de 125 mm. Capul este lat cu obrajii cenușii deschis până la alb și cu gâtul și bărbia albe. Mustățile sunt închise la culoare, iar urechile sunt închise la culoare și aproape golașe, cu câțiva peri palizi răsfirați. Blana este deasă și moale; suprafața dorsală a capului și a corpului este cenușie sau brună cu tentă cenușie, iar suprafața ventrală este albicioasă sau brună palidă cu tentă cenușie, cele două culori contopindu-se la coaste. Membrele sunt albicioase, labele picioarelor uneori având suprafețe superioare brune palide. Coada reprezintă aproximativ 70 % din lungimea capului plus cea a trunchiului; dispune de inele de „solzișori” și are peri scurți și rari de culoare albă sau brună cu tentă cenușie. Acest șoarece produce un miros puternic, neplăcut, care poate alunga prădătorii.

## Răspândire și habitat
Acest șoarece este endemic în Africa Centrală tropicală. Arealul său se extinde din Angola, nordul Zambiei și sudul Republicii Democratice Congo către est până în Tanzania și către nord până în Uganda, Kenya și Sudanul de Sud. Indivizii semnalați în sudul Angolei făceau probabil de fapt parte din specia Zelotomys woosnami, cu care Z. hildegardeae este strâns înrudită. Habitatele sale tipice sunt savana umedă, pajiștea cu graminee înalte și zona arbustivă, aflate adeseori la marginea mlaștinilor sau pădurilor. Se întâlnește des pe pajiști unde crește Imperata cylindrica. În nordul Malawiului a fost semnalat în plantații de pin și în imediata apropiere a așezărilor umane. Intervalul altitudinal al speciei este necunoscut.

## Ecologie
Acest șoarece este o specie parțial diurnă și nocturnă, iar în captivitate este activ pe tot parcursul nopții. Caută hrană pe sol la adăpostul gramineelor lungi și al frunzișului și se hrănește în principal cu artropode, precum ortoptere, gândaci de bălegar, alte insecte și miriapode, și cu câteva fructe. Comunică cu alți indivizi scoțând fluierături pițigăiate. În ciuda mirosului puternic, este vânat de carnivore mici. În Kenya au fost găsite femele gestante în iunie și noiembrie, în timp ce în Uganda au fost găsite în februarie, martie, mai, iunie și iulie. Rândul de pui constă de obicei în între trei și șapte pui.

## Stare de conservare
Z. hildegardeae are un areal foarte larg, dar niciunde nu este comună în mod deosebit. Nu au fost identificate amenințări specifice pentru această specie, iar aceasta este prezentă în câteva arii protejate, așa că Uniunea Internațională pentru Conservarea Naturii a clasificat specia ca fiind neamenințată cu dispariția.